# Danilo Luiz da Silva
Danilo Luiz da Silva (* 15. července 1991 Bicas), známý jako Danilo, je brazilský profesionální fotbalista, který hraje na pozici krajního obránce za italský klub Juventus FC a za brazilský národní tým.

## Klubová kariéra
V Brazílii hrál na začátku profesionální kariéry v klubech América FC (Belo Horizonte) a Santos FC.
V lednu 2012 po Mistrovství světa klubů 2011 (kde skončil jeho tým Santos FC druhý) přestoupil za 13 milionů eur do Evropy do portugalského klubu FC Porto.
1. dubna 2015 byl oficiálně oznámen přestup Danila za 31,5 milionu eur do Realu Madrid (platný po sezóně 2014/15). S Realem vyhrál dvakrát Ligu mistrů UEFA (2015/16, 2016/17).
V červenci 2017 přestoupil z Realu do anglického prvoligového klubu Manchester City.

## Reprezentační kariéra
Hrál za brazilské mládežnické reprezentace. Představil se v dresu brazilské reprezentace do 20 let na Mistrovství světa hráčů do 20 let 2011 v Kolumbii, kde Brazílie získala titul po finálové výhře 3:2 v prodloužení nad Portugalskem.
Na LOH 2012 v Londýně získal s brazilským týmem do 23 let stříbrnou medaili.
V A-mužstvu Brazílie debutoval 14. září 2011 v zápase proti jihoamerickému rivalovi Argentině (remíza 0:0).

## Statistiky

### Klubové
K 12. březnu 2022
| Klub            | Sezóna  | Liga           | Liga   | Liga | Národní pohár | Národní pohár | Ligový pohár | Ligový pohár | Kontinentální poháry | Kontinentální poháry | Ostatní | Ostatní | Celkem | Celkem |
| Klub            | Sezóna  | Liga           | Zápasy | Góly | Zápasy        | Góly          | Zápasy       | Góly         | Zápasy               | Góly                 | Zápasy  | Góly    | Zápasy | Góly   |
| --------------- | ------- | -------------- | ------ | ---- | ------------- | ------------- | ------------ | ------------ | -------------------- | -------------------- | ------- | ------- | ------ | ------ |
| América Mineiro | 2009    | Série C        | 8      | 0    | 0             | 0             | —            | —            | —                    | —                    | 2       | 0       | 10     | 0      |
| América Mineiro | 2010    | Série B        | 7      | 0    | —             | —             | —            | —            | —                    | —                    | 12      | 2       | 19     | 2      |
| América Mineiro | Celkem  | Celkem         | 15     | 0    | 0             | 0             | —            | —            | —                    | —                    | 14      | 2       | 29     | 2      |
| Santos          | 2010    | Série A        | 26     | 4    | 0             | 0             | —            | —            | 0                    | 0                    | —       | —       | 26     | 4      |
| Santos          | 2011    | Série A        | 23     | 1    | —             | —             | —            | —            | 14                   | 4                    | 15      | 1       | 52     | 6      |
| Santos          | Celkem  | Celkem         | 49     | 5    | 0             | 0             | —            | —            | 14                   | 4                    | 15      | 1       | 78     | 10     |
| Porto           | 2011/12 | Primeira Liga  | 6      | 0    | —             | —             | 1            | 0            | 1                    | 0                    | —       | —       | 8      | 0      |
| Porto           | 2012/13 | Primeira Liga  | 28     | 2    | 2             | 0             | 5            | 0            | 7                    | 0                    | 0       | 0       | 42     | 2      |
| Porto           | 2013/14 | Primeira Liga  | 28     | 3    | 5             | 0             | 3            | 0            | 12                   | 0                    | 0       | 0       | 48     | 3      |
| Porto           | 2014/15 | Primeira Liga  | 29     | 6    | 0             | 0             | 1            | 0            | 10                   | 1                    | —       | —       | 40     | 7      |
| Porto           | Celkem  | Celkem         | 91     | 11   | 7             | 0             | 10           | 0            | 30                   | 1                    | 0       | 0       | 138    | 12     |
| Real Madrid     | 2015/16 | La Liga        | 24     | 2    | 0             | 0             | —            | —            | 7                    | 0                    | —       | —       | 31     | 2      |
| Real Madrid     | 2016/17 | La Liga        | 17     | 1    | 5             | 0             | —            | —            | 3                    | 0                    | —       | —       | 25     | 1      |
| Real Madrid     | Celkem  | Celkem         | 41     | 3    | 5             | 0             | —            | —            | 10                   | 0                    | —       | —       | 56     | 3      |
| Manchester City | 2017/18 | Premier League | 23     | 3    | 3             | 0             | 6            | 0            | 6                    | 0                    | —       | —       | 38     | 3      |
| Manchester City | 2018/19 | Premier League | 11     | 1    | 4             | 0             | 5            | 0            | 2                    | 0                    | 0       | 0       | 22     | 1      |
| Manchester City | 2019/20 | Premier League | —      | —    | —             | —             | —            | —            | —                    | —                    | 0       | 0       | 0      | 0      |
| Manchester City | Celkem  | Celkem         | 34     | 4    | 7             | 0             | 11           | 0            | 8                    | 0                    | 0       | 0       | 60     | 4      |
| Juventus        | 2019/20 | Serie A        | 22     | 2    | 4             | 0             | —            | —            | 6                    | 0                    | 0       | 0       | 32     | 2      |
| Juventus        | 2020/21 | Serie A        | 34     | 1    | 4             | 0             | —            | —            | 7                    | 0                    | 1       | 0       | 46     | 1      |
| Juventus        | 2021/22 | Serie A        | 16     | 1    | 2             | 0             | —            | —            | 4                    | 0                    | 0       | 0       | 22     | 1      |
| Juventus        | Celkem  | Celkem         | 72     | 4    | 10            | 0             | —            | —            | 17                   | 0                    | 1       | 0       | 100    | 4      |
| Celkem          | Celkem  | Celkem         | 302    | 27   | 29            | 0             | 21           | 0            | 79                   | 5                    | 30      | 3       | 461    | 35     |

### Reprezentační
K 16. listopadu 2021
| Brazílie | Brazílie | Brazílie |
| Rok      | Zápasy   | Góly     |
| -------- | -------- | -------- |
| 2011     | 2        | 0        |
| 2012     | 4        | 0        |
| 2014     | 5        | 0        |
| 2015     | 4        | 0        |
| 2017     | 1        | 0        |
| 2018     | 6        | 0        |
| 2019     | 3        | 1        |
| 2020     | 4        | 0        |
| 2021     | 15       | 0        |
| Celkem   | 44       | 1        |

#### Reprezentační góly
Skóre a výsledky Brazílie jsou vždy zapisovány jako první.
| Gól | Datum              | Místo                                                         | Soupeř      | Skóre | Výsledek | Soutěž          |
| --- | ------------------ | ------------------------------------------------------------- | ----------- | ----- | -------- | --------------- |
| 1.  | 19. listopadu 2019 | Mohammed bin Zayed Stadium, Abú Zabí, Spojené arabské emiráty | Jižní Korea | 3:0   | 3:0      | Přátelský zápas |

## Ocenění

### Klubové

#### Santos
- Campeonato Paulista: 2011
- Pohár osvoboditelů: 2011

#### Porto
- Primeira Liga: 2011/12, 2012/13

#### Real Madrid
- La Liga: 2016/17
- Liga mistrů UEFA: 2015/16, 2016/17
- Superpohár UEFA: 2016
- Mistrovství světa ve fotbale klubů: 2016

#### Manchester City
- Premier League: 2017/18, 2018/19[9]
- FA Cup: 2018/19[10]
- EFL Cup: 2017/18,[11] 2018/19[12]

#### Juventus
- Serie A: 2019/20[13]
- Coppa Italia: 2020/21[14]
- Supercoppa italiana: 2020

### Reprezentační

#### Brazílie
- Mistrovství světa do 20 let: 2011
- Letní olympijské hry: 2012 (druhé místo)